# Petr Kop
Petr Kop, né le 15 février 1937 à Prague et mort le 27 janvier 2017 dans la même ville, est un joueur et entraîneur de volley-ball tchèque évoluant au poste d'attaquant.

## Carrière

### Carrière en club
Petr Kop évolue de 1956 à 1960 au RH Prague, en 1961 au Dynamo Praha 7 - Doprava et de 1962 à 1971 au RH Prague avec un intermède en Italie en 1969 au Virtus Pallavolo Bologne.
Avec le RH Prague, il est sacré champion de Tchécoslovaquie en 1966 avec le RH Prague, vice-champion de Tchécoslovaquie en 1965, 1967, 1970 et 1971. Il est également vice-champion d'Italie en 1969.

### Carrière en sélection
Petr Kop joue pour l'équipe de Tchécoslovaquie de volley-ball de 1961 à 1968 ; il est médaillé d'argent aux Jeux olympiques d'été de 1964 et médaillé de bronze aux Jeux olympiques d'été de 1968, champion du monde 1966, vice-champion du monde 1962 et vice-champion d'Europe 1967. Il est également cinquième du Championnat d'Europe de volley-ball masculin 1963.

### Carrière d'entraîneur
Petr Kop est l'entraîneur du RH Prague de 1972 à 1974 ; il est sacré champion de Tchécoslovaquie en 1972 et termine deuxième l'année suivante. De 1983 à 1988, il entraîne l'équipe féminine du RH Prague, remportant 5 titres nationaux d'affilée de 1984 à 1988 et terminant deuxième en 1983. De 1988 à 1991 , il entraîne le Knack Roeselare avec lequel il est sacré champion de Belgique en 1989 et remporte la Coupe de Belgique en 1989 et 1990.
Il est à la tête de l'Aero Odolena Voda de 1992 à 1994 ; il remporte le championnat tchèque en 1993 et en 1994.

### Carrière de sélectionneur
Il est de 1974 à 1979 sélectionneur de l'équipe de Tchécoslovaquie. Ses résultats sont une cinquième place au Championnat du monde 1974 et au Championnat du monde 1978, une sixième place au Championnat d'Europe 1975, aux Jeux olympiques d'été de 1976, au Championnat d'Europe  1977 et au Championnat d'Europe 1979.
En 1983, il est à la tête de l'équipe de Tchécoslovaquie de volley-ball féminin avec lequel il termine huitième du Championnat d'Europe.
Il est sélectionneur de l'équipe de République tchèque de volley-ball de 1993 à 1995, terminant neuvième du Championnat d'Europe 1995.

## Vie privée
Sa première femme est Drahoslava Křížová, joueuse internationale de volley-ball, avec laquelle  il a deux enfants, Martin Kop, joueur international de volley-ball, et Susan. Il se marie une deuxième fois avec Alena Pavlíková, une joueuse de volley-ball, avec laquelle il a un fils, Peter.